# Liverpool Football Club 2005-2006
Questa voce raccoglie le informazioni riguardanti il Liverpool Football Club nelle competizioni ufficiali della stagione 2005-2006.

## Maglie e sponsor
| Casa | Trasferta | Terza divisa |  |

## Rosa
In corsivo i calciatori ceduti durante la stagione
| N. |                        | Ruolo | Calciatore                |
| -- | ---------------------- | ----- | ------------------------- |
| 1  | Polonia (bandiera)     | P     | Jerzy Dudek               |
| 2  | Paesi Bassi (bandiera) | D     | Jan Kromkamp              |
| 3  | Irlanda (bandiera)     | D     | Steve Finnan              |
| 4  | Finlandia (bandiera)   | D     | Sami Hyypiä               |
| 5  | Rep. Ceca (bandiera)   | A     | Milan Baroš               |
| 5  | Danimarca (bandiera)   | D     | Daniel Agger              |
| 6  | Norvegia (bandiera)    | D     | John Arne Riise           |
| 7  | Australia (bandiera)   | C     | Harry Kewell              |
| 8  | Inghilterra (bandiera) | C     | Steven Gerrard (capitano) |
| 9  | Francia (bandiera)     | A     | Djibril Cissé             |
| 10 | Spagna (bandiera)      | C     | Luis García               |
| 11 | Inghilterra (bandiera) | A     | Robbie Fowler             |
| 13 | Francia (bandiera)     | A     | Anthony Le Tallec         |
| 14 | Spagna (bandiera)      | C     | Xabi Alonso               |
| 15 | Inghilterra (bandiera) | A     | Peter Crouch              |

| N. |                        | Ruolo | Calciatore              |
| -- | ---------------------- | ----- | ----------------------- |
| 16 | Germania (bandiera)    | C     | Dietmar Hamann          |
| 17 | Spagna (bandiera)      | D     | Josemi                  |
| 19 | Spagna (bandiera)      | A     | Fernando Morientes      |
| 20 | Inghilterra (bandiera) | P     | Scott Carson            |
| 21 | Mali (bandiera)        | D     | Djimi Traoré            |
| 22 | Mali (bandiera)        | C     | Mohamed Sissoko         |
| 23 | Inghilterra (bandiera) | D     | Jamie Carragher         |
| 24 | Francia (bandiera)     | A     | Florent Sinama-Pongolle |
| 25 | Spagna (bandiera)      | P     | Pepe Reina              |
| 28 | Inghilterra (bandiera) | D     | Stephen Warnock         |
| 30 | Paesi Bassi (bandiera) | C     | Boudewijn Zenden        |
| 34 | Irlanda (bandiera)     | C     | Darren Potter           |
| 36 | Spagna (bandiera)      | C     | Antonio Barragán        |
| 37 | Stati Uniti (bandiera) | D     | Zak Whitbread           |
| 40 | Inghilterra (bandiera) | P     | David Martin            |

## Calciomercato

### Sessione estiva
| Acquisti         | Acquisti         | Acquisti            | Acquisti                    |
| R.               | Nome             | da                  | Modalità                    |
| ---------------- | ---------------- | ------------------- | --------------------------- |
| C                | Mohamed Sissoko  | Valencia            | definitivo (12 milioni €)   |
| A                | Peter Crouch     | Southampton         | definitivo (10,5 milioni €) |
| P                | Pepe Reina       | Villarreal          | definitivo (9,8 milioni €)  |
| A                | Mark González    | Albacete            | definitivo (2,5 milioni €)  |
| A                | Besian Idrizaj   | LASK                | definitivo (275 mila €)     |
| D                | Jack Hobbs       | Lincoln City        | definitivo (225 mila €)     |
| C                | Boudewijn Zenden | Middlesbrough       | gratuito                    |
| Altre operazioni |                  |                     |                             |
| R.               | Nome             | da                  | Modalità                    |
| A                | Ramon Calliste   | Manchester Utd      | gratuito                    |
| D                | Miki Roqué       | UE Lleida           | gratuito                    |
| D                | Antonio Barragán | Siviglia Atlético   | gratuito                    |
| C                | Alou Diarra      | Lens                | fine prestito               |
| C                | Bruno Cheyrou    | Olympique Marsiglia | fine prestito               |
| C                | Carl Medjani     | Lorient             | fine prestito               |

| Cessioni         | Cessioni            | Cessioni      | Cessioni                    |
| R.               | Nome                | a             | Modalità                    |
| ---------------- | ------------------- | ------------- | --------------------------- |
| A                | Milan Baroš         | Aston Villa   | definitivo (8,84 milioni €) |
| A                | El-Hadji Diouf      | Bolton        | definitivo (4,8 milioni €)  |
| C                | Alou Diarra         | Lens          | definitivo (3 milioni €)    |
| C                | John Welsh          | Hull City     | definitivo (2,25 milioni €) |
| C                | Igor Biscan         | Panathīnaïkos | gratuito                    |
| C                | Vladimír Šmicer     | Bordeaux      | gratuito                    |
| D                | Mauricio Pellegrino | Alavés        | gratuito                    |
| D                | Grégory Vignal      | Portsmouth    | gratuito                    |
| C                | Antonio Núñez       | Celta Vigo    | gratuito                    |
| C                | Salif Diao          | Portsmouth    | prestito                    |
| P                | Chris Kirkland      | West Bromwich | prestito                    |
| C                | Bruno Cheyrou       | Bordeaux      | prestito                    |
| A                | Anthony Le Tallec   | Sunderland    | prestito                    |
| C                | Carl Medjani        | Metz          | prestito                    |
| Altre operazioni |                     |               |                             |
| R.               | Nome                | da            | Modalità                    |
| D                | Jon Otsemobor       | Rotherham Utd | prestito                    |
| P                | Patrice Luzi        | R.E. Mouscron | prestito                    |
| C                | Carl Medjani        | Metz          | prestito                    |
| A                | Robbie Foy          | Wrexham       | prestito                    |
| P                | Paul Harrison       |               | svincolato                  |

### Sessione invernale
| Acquisti         | Acquisti      | Acquisti        | Acquisti                    |
| R.               | Nome          | da              | Modalità                    |
| ---------------- | ------------- | --------------- | --------------------------- |
| D                | Daniel Agger  | Brøndby         | definitivo (8,76 milioni €) |
| D                | Jan Kromkamp  | Villarreal      | gratuito                    |
| P                | David Martin  | MK Dons         | gratuito                    |
| A                | Robbie Fowler | Manchester City | prestito                    |
| Altre operazioni |               |                 |                             |
| R.               | Nome          | da              | Modalità                    |
| A                | Robbie Foy    | Wrexham         | fine prestito               |

| Cessioni         | Cessioni                | Cessioni       | Cessioni              |
| R.               | Nome                    | a              | Modalità              |
| ---------------- | ----------------------- | -------------- | --------------------- |
| A                | Florent Sinama-Pongolle | Blackburn      | prestito (150 mila €) |
| D                | Josemi                  | Villarreal     | gratuito              |
| P                | Scott Carson            | Sheffield Weds | prestito              |
| A                | Neil Mellor             | Wigan          | prestito              |
| A                | Mark González           | Real Sociedad  | prestito              |
| Altre operazioni |                         |                |                       |
| R.               | Nome                    | da             | Modalità              |
| D                | Zak Whitbread           | Millwall       | prestito              |
| C                | Darren Potter           | Southampton    | prestito              |

## Risultati

### Premier League
| Middlesbrough 13 agosto 2005, ore 17:15 WEST 1ª giornata | Middlesbrough | 0 – 0 referto | Liverpool | Riverside Stadium (31 908 spett.)\| Arbitro: \| Halsey \| |
| Arbitro:                                                 | Halsey        |               |           |                                                           |

| Arbitro: | Knight |

|                 |           |  |
| Xabi Alonso 24’ | Marcatori |  |

| Arbitro: | Marriner |

|                                |           |  |
| Bent 42’ (rig.) L. Young 45+2’ | Marcatori |  |

| Arbitro: | Poll |

|                 |           |  |
| Luis García 87’ | Marcatori |  |

| Londra 10 settembre 2005, ore 15:00 WEST 5ª giornata | Tottenham | 0 – 0 referto | Liverpool | White Hart Lane (36 148 spett.)\| Arbitro: \| Webb \| |
| Arbitro:                                             | Webb      |               |           |                                                       |

| Liverpool 18 settembre 2005, ore 12:00 WEST 6ª giornata | Liverpool | 0 – 0 referto | Manchester Utd | Anfield (44 961 spett.)\| Arbitro: \| Styles \| |
| Arbitro:                                                | Styles    |               |                |                                                 |

| Arbitro: | Bennett |

|                          |           |                                  |
| Warnock 72’ Pandiani 75’ | Marcatori | 67’ Luis García 83’ (rig.) Cissé |

| Arbitro: | Poll |

|             |           |                                                    |
| Gerrard 36’ | Marcatori | 27’ (rig.) Lampard 43’ Duff 63’ J. Cole 82’ Geremi |

| Arbitro: | Halsey |

|           |           |  |
| Cissé 75’ | Marcatori |  |

| Arbitro: | Atkinson |

|                          |           |  |
| John 30’ Boa Morte 90+2’ | Marcatori |  |

| Arbitro: | Rennie |

|                            |           |  |
| Xabi Alonso 18’ Zenden 82’ | Marcatori |  |

| Arbitro: | Bennett |

|  |           |                                    |
|  | Marcatori | 85’ (rig.) Gerrard 89’ Xabi Alonso |

| Arbitro: | Walton |

|                                    |           |  |
| Zenden 23’ Cissé 39’ Morientes 79’ | Marcatori |  |

| Arbitro: | Wiley |

|  |           |           |
|  | Marcatori | 61’ Riise |

| Arbitro: | Rennie |

|                                 |           |  |
| Crouch 19’, 41’ Luis García 70’ | Marcatori |  |

| Arbitro: | Bennett |

|                    |           |  |
| Morientes 71’, 77’ | Marcatori |  |

| Arbitro: | Dowd |

|  |           |                             |
|  | Marcatori | 30’ Luis García 45’ Gerrard |

| Arbitro: | Halsey |

|                        |           |  |
| Gerrard 14’ Crouch 43’ | Marcatori |  |

| Arbitro: | Poll |

|             |           |                                  |
| Beattie 42’ | Marcatori | 11’ Crouch 17’ Gerrard 47’ Cissé |

| Arbitro: | Wiley |

|            |           |  |
| Crouch 51’ | Marcatori |  |

| Arbitro: | Clattenburg |

|                     |           |                             |
| Jaidi 10’ Diouf 71’ | Marcatori | 67’ Gerrard 82’ Luis García |

| Arbitro: | Gallagher |

|            |           |  |
| Kewell 58’ | Marcatori |  |

| Arbitro: | M. Riley |

|               |           |  |
| Ferdinand 90’ | Marcatori |  |

| Arbitro: | Rennie |

|             |           |                        |
| Gerrard 62’ | Marcatori | 88’ (aut.) Xabi Alonso |

| Arbitro: | Wiley |

|                       |           |  |
| Gallas 34’ Crespo 68’ | Marcatori |  |

| Arbitro: | Trefoloni |

|  |           |            |
|  | Marcatori | 30’ Hyypiä |

| Arbitro: | Gallagher |

|            |           |  |
| Kewell 40’ | Marcatori |  |

| Liverpool 4 marzo 2006, ore 17:15 WET 28ª giornata | Liverpool | 0 – 0 referto | Charlton | Anfield (44 923 spett.)\| Arbitro: \| Atkinson \| |
| Arbitro:                                           | Atkinson  |               |          |                                                   |

| Arbitro: | Bennett |

|                |           |                 |
| Henry 21’, 83’ | Marcatori | 75’ Luis García |

| Arbitro: | Riley |

|                |           |                                         |
| Sh. Ameobi 41’ | Marcatori | 10’ Crouch 34’ Gerrard 52’ (rig.) Cissé |

| Arbitro: | Dowd |

|                                                    |           |            |
| P. Neville 45+1’ (aut.) Luis García 47’ Kewell 84’ | Marcatori | 61’ Cahill |

| Arbitro: | Rennie |

|  |           |                     |
|  | Marcatori | 7’ Fowler 38’ Cissé |

| Arbitro: | Styles |

|              |           |  |
| Fowler 45+2’ | Marcatori |  |

| Arbitro: | Wiley |

|  |           |            |
|  | Marcatori | 29’ Fowler |

| Arbitro: | Wiley |

|                                                                    |           |             |
| Fowler 16’ Brown 34’ (aut.) Morientes 70’ Crouch 89’ Warnock 90+1’ | Marcatori | 25’ C. John |

| Arbitro: | Webb |

|               |           |                |
| Reo-Coker 46’ | Marcatori | 19’, 54’ Cissé |

| Arbitro: | Halsey |

|                               |           |           |
| Morientes 4’ Gerrard 61’, 66’ | Marcatori | 58’ Barry |

| Arbitro: | Poll |

|             |           |                                 |
| Koroman 85’ | Marcatori | 52’ Fowler 84’ Crouch 89’ Cissé |

### FA Cup
| Arbitro: | Clattenburg |

|                                             |           |                                                        |
| Howard 31’ Robinson 43’ Nicholls 53’ (rig.) | Marcatori | 16’ Gerrard 62’, 74’ Sinama-Pongolle 69’, 90+3’ Alonso |

| Arbitro: | Dowd (Staffordshire) |

|           |           |                              |
| Davis 54’ | Marcatori | 37’ (rig.) Gerrard 41’ Riise |

| Arbitro: | Webb |

|            |           |  |
| Crouch 19’ | Marcatori |  |

| Arbitro: | Styles (Hampshire) |

|  |           |                                                                              |
|  | Marcatori | 1’ Hyypiä 5’, 38’ Crouch 59’ Morientes 70’ Riise 78’ (aut.) Tébily 89’ Cissé |

| Arbitro: | Poll (Hertfortshire) |

|                           |           |            |
| Riise 20’ Luis García 53’ | Marcatori | 70’ Drogba |

#### Finale
| Arbitro: | Alan Wiley |

|                             |                      |                                               |
| Cissé 34’ Gerrard 54’ 90+1’ | Marcatori            | 21’ (aut.) Carragher 28’ Ashton 64’ Konchesky |
| Hamann Hyypiä Gerrard Riise | Tiri di rigore 3 – 1 | Zamora Sheringham Konchesky Ferdinand         |
| Rafael Benítez              | Allenatori           | Alan Pardew                                   |

### Football League Cup
| Arbitro: | Dowd (Staffordshire) |

|                        |           |             |
| Freedman 37’ Reich 66’ | Marcatori | 40’ Gerrard |

### UEFA Champions League

#### Turni preliminari di qualificazione

##### Primo turno preliminare
| Arbitro: | Van de Velde |

|                      |           |  |
| Gerrard 8’, 21’, 39’ | Marcatori |  |

| Arbitro: | Bertolini |

|  |           |                            |
|  | Marcatori | 26’ Cissé 85’, 86’ Gerrard |

##### Secondo turno preliminare
| Arbitro: | Fisker |

|                |           |                                            |
| Barevičius 21’ | Marcatori | 27’ Cissé 30’ Carragher 54’ (rig.) Gerrard |

| Arbitro: | Paparesta |

|                       |           |  |
| Gerrard 77’ Cissé 86’ | Marcatori |  |

##### Terzo turno preliminare
| Arbitro: | Wegereef |

|              |           |                              |
| Dimitrov 44’ | Marcatori | 24’ Cissé 30’, 58’ Morientes |

| Arbitro: | Stark |

|  |           |           |
|  | Marcatori | 16’ Iliev |

#### Fase a gironi
| Arbitro: | Plautz |

|          |           |                                    |
| Arzu 51’ | Marcatori | 2’ Sinama-Pongolle 14’ Luis García |

| Liverpool 28 settembre 2005, ore 20:45 CEST 2ª giornata - Gruppo G | Liverpool | 0 – 0 referto | Chelsea | Anfield (42 750 spett.)\| Arbitro: \| De Santis \| |
| Arbitro:                                                           | De Santis |               |         |                                                    |

| Arbitro: | Busacca |

|  |           |           |
|  | Marcatori | 20’ Cissé |

| Arbitro: | Milton Nielsen |

|                                         |           |  |
| Morientes 34’ Luis García 61’ Cissé 89’ | Marcatori |  |

| Liverpool 23 novembre 2005, ore 20:45 CET 5ª giornata - Gruppo G | Liverpool | 0 – 0 referto | Betis | Anfield (42 100 spett.)\| Arbitro: \| Poulat \| |
| Arbitro:                                                         | Poulat    |               |       |                                                 |

| Londra 6 dicembre 2005, ore 20:45 CET 6ª giornata - Gruppo G | Chelsea | 0 – 0 referto | Liverpool | Stamford Bridge (41 600 spett.)\| Arbitro: \| Fandel \| |
| Arbitro:                                                     | Fandel  |               |           |                                                         |

#### Fase a eliminazione diretta

##### Ottavi di finale
| Arbitro: | Plautz |

|            |           |  |
| Luisão 84’ | Marcatori |  |

| Arbitro: | De Santis |

|  |           |                       |
|  | Marcatori | 36’ Simão 89’ Miccoli |

### Supercoppa UEFA
| Arbitro: | René Temmink |

|                                  |           |              |
| Cissé 82’, 103’ Luis García 109’ | Marcatori | 28’ Carvalho |

### Campionato mondiale per club FIFA

#### Semifinale
| Arbitro: | Carlos Chandía |

|  |           |                           |
|  | Marcatori | 3’ 58’ Crouch 32’ Gerrard |

#### Finale
| Arbitro: | Benito Archundia |

|             |           |  |
| Mineiro 27’ | Marcatori |  |

## Statistiche

### Statistiche di squadra
| Competizione             | Punti | In casa | In casa | In casa | In casa | In casa | In casa | In trasferta | In trasferta | In trasferta | In trasferta | In trasferta | In trasferta | In campo neutro | In campo neutro | In campo neutro | In campo neutro | In campo neutro | In campo neutro | Totale | Totale | Totale | Totale | Totale | Totale | DR  |
| Competizione             | Punti | G       | V       | N       | P       | Gf      | Gs      | G            | V            | N            | P            | Gf           | Gs           | G               | V               | N               | P               | Gf              | Gs              | G      | V      | N      | P      | Gf     | Gs     | DR  |
| ------------------------ | ----- | ------- | ------- | ------- | ------- | ------- | ------- | ------------ | ------------ | ------------ | ------------ | ------------ | ------------ | --------------- | --------------- | --------------- | --------------- | --------------- | --------------- | ------ | ------ | ------ | ------ | ------ | ------ | --- |
| Premier League           | 82    | 19      | 15      | 3       | 1       | 31      | 8       | 19           | 10           | 4            | 5            | 26           | 17           | -               | -               | -               | -               | -               | -               | 38     | 25     | 7      | 8      | 57     | 25     | +32 |
| FA Cup                   |       | 1       | 1       | 0       | 0       | 1       | 0       | 3            | 3            | 0            | 0            | 14           | 4            | 2               | 1               | 1               | 0               | 5               | 4               | 6      | 5      | 1      | 0      | 20     | 8      | +12 |
| League Cup               | -     | -       | -       | -       | -       | -       | -       | 1            | 0            | 0            | 1            | 1            | 2            | -               | -               | -               | -               | -               | -               | 1      | 0      | 0      | 1      | 1      | 2      | -1  |
| Champions League         | -     | 7       | 3       | 2       | 2       | 8       | 3       | 7            | 5            | 1            | 1            | 12           | 4            | -               | -               | -               | -               | -               | -               | 14     | 8      | 3      | 3      | 20     | 7      | +13 |
| Supercoppa UEFA          | -     | -       | -       | -       | -       | -       | -       | -            | -            | -            | -            | -            | -            | 1               | 1               | 0               | 0               | 3               | 1               | 1      | 1      | 0      | 0      | 3      | 1      | +2  |
| Coppa del mondo per club | -     | -       | -       | -       | -       | -       | -       | -            | -            | -            | -            | -            | -            | 2               | 1               | 0               | 1               | 3               | 1               | 2      | 1      | 0      | 1      | 3      | 1      | +2  |
| Totale                   |       | 27      | 19      | 5       | 3       | 40      | 11      | 30           | 18           | 5            | 7            | 53           | 27           | 5               | 3               | 1               | 1               | 11              | 6               | 62     | 40     | 11     | 13     | 104    | 44     | +60 |

### Andamento in campionato
| Giornata  | 1 | 2 | 3  | 4 | 5 | 6 | 7 | 8  | 9  | 10 | 11 | 12 | 13 | 14 | 15 | 16 | 17 | 18 | 19 | 20 | 21 | 22 | 23 | 24 | 25 | 26 | 27 | 28 | 29 | 30 | 31 | 32 | 33 | 34 | 35 | 36 | 37 | 38 |
| --------- | - | - | -- | - | - | - | - | -- | -- | -- | -- | -- | -- | -- | -- | -- | -- | -- | -- | -- | -- | -- | -- | -- | -- | -- | -- | -- | -- | -- | -- | -- | -- | -- | -- | -- | -- | -- |
| Luogo     | T | C | T  | C | T | C | T | C  | C  | T  | C  | T  | C  | T  | C  | C  | T  | C  | T  | C  | T  | C  | T  | C  | T  | T  | C  | C  | T  | T  | C  | T  | C  | T  | C  | T  | C  | T  |
| Risultato | N | V | P  | V | N | N | N | P  | V  | P  | V  | V  | V  | V  | V  | V  | V  | V  | V  | V  | N  | V  | P  | N  | P  | V  | V  | N  | P  | V  | V  | V  | V  | V  | V  | V  | V  | V  |
| Posizione | 9 | 8 | 11 | 8 | 8 | 9 | 9 | 12 | 10 | 11 | 10 | 10 | 7  | 4  | 3  | 3  | 3  | 3  | 3  | 3  | 3  | 2  | 3  | 3  | 3  | 3  | 3  | 3  | 3  | 3  | 3  | 3  | 3  | 3  | 3  | 3  | 3  | 3  |

Legenda:

Luogo: C = Casa; T = Trasferta. Risultato: V = Vittoria; N = Pareggio; P = Sconfitta.